# 平薄磯
平薄磯（たいら うすいそ）は、福島県いわき市の大字である。郵便番号は970-0223。

## 地理
いわき市中央部の平地区に属し、地区内南東部の太平洋に面する沿岸部に位置する。西から北にかけ平沼ノ内、南で平豊間、とそれぞれ隣接する。概ね町村制施行以前の磐前郡薄磯村の流れを汲む地域である。塩屋埼と富神岬とに挟まれた太平洋沿岸部と西側の丘陵地を範囲とする。沿岸部の平地に集落が広がっていたが、2011年3月11日に発生した東日本大震災の津波により壊滅的な被害を受け、復興事業として大規模な防潮堤の整備と区画整理、高台への宅地造成が行われたため、旧来とは大きく姿を変え、その多くの地域で地番変更が行われ薄磯として分離された。内郷御厩町に所在するいわき中央警察署及び平字正内町に所在する平消防署がそれぞれ管轄にあたる。

### 主な字
字
- 中街
- 宿崎

- 南作
- 北ノ作

- 小塚

## 岬
- 塩屋埼
- 富神岬

## 歴史
- 1879年1月27日 - 平藩領薄磯村が福島県内における郡区町村制の施行により磐前郡の村となる[4]。
- 1889年4月1日 - 町村制の施行により薄磯村が豊間村、沼ノ内村と合併し、磐城郡豊間村が発足する。旧薄磯村域は豊間村の大字となる[4]。
- 1896年4月1日 - 磐城郡と周辺郡との合併により石城郡が発足し、石城郡豊間村となる[4]。
- 1940年5月1日 - 町制施行に伴い石城郡豊間町の大字となる[4]。
- 1954年10月1日 - 豊間町が平市と合併し、平市の大字となる[4]。
- 1966年10月1日 - 平市が磐城市・常磐市・内郷市・勿来市、石城郡小川町・遠野町・四倉町・川前村・田人村・好間村・三和村、双葉郡久之浜町・大久村と合併しいわき市となり、いわき市平地区の大字となる[4]。
- 2018年2月24日 - いわき都市計画事業薄磯震災復興土地区画整理事業の換地処分に伴い、一部を分離し薄磯一丁目から薄磯三丁目を設置[5]。

## 世帯数と人口
2023年10月31日現在の世帯数と人口は以下の通りである。
| 大字   | 世帯数 | 人口  |
| ------ | ------ | ----- |
| 平薄磯 | 96世帯 | 209人 |

## 小・中学校の学区
市立小・中学校に通う場合、学区は以下の通りとなる。
| 番地 | 小学校               | 中学校               |
| ---- | -------------------- | -------------------- |
| 全域 | いわき市立豊間小学校 | いわき市立豊間中学校 |

## 交通

### 道路
- 福島県道15号小名浜四倉線（西端をかすめる）
- 福島県道382号豊間四倉線

## バス
新常磐交通路線バス
- （いわき駅方面） - 豊間小前 - （小名浜方面）
  - いわき駅～豊間～江名～小名浜
  - いわき駅～豊間～小名浜～泉駅
  - 小名浜～江名～いわき駅～平商
  - 小名浜～江名～豊間～光洋高校
  - 西原～江名～泉駅～湯本高校
  - 泉駅～江名～平工業高～いわき駅

## 施設
- いわき市立豊間小学校
- いわき市立豊間中学校
- 薄磯団地
- 塩屋埼灯台
  - 美空ひばり歌碑
- 安波大杉神社
- 薄井神社
- 金倉稲荷神社
- 真言宗修徳院